# Csigmó
Csigmó (románul: Cigmău) falu Romániában, Erdélyben, Hunyad megyében.

## Fekvése
Szászvárostól 8 km-re észak–északnyugatra, a Maros jobb partján fekszik.

## Nevének eredete
Neve előzőleg Csokmó-nak hangozhatott: 1444 körül és 1515-ben Chokmo. Később 1518-ban Chikmo-ként jegyezték föl és a 19. századig a Csikmó alak volt az általános.

## Népessége
- 1785-ben 529 lakosa volt. Ugyanazon évben 85 ortodox családfőt, a rákövetkezőben 77 görögkatolikus lelket írtak össze.[1]
- 1850-ben 625 román lakosából 401 volt görögkatolikus és 224 ortodox vallású.
- 2002-ben 136, román nemzetiségű lakosából 130 volt ortodox vallású.

## Nevezetességek
- A falutól délre, a Maros parti műút feletti dombon 2007-ben római castrumot tártak fel, amelyet a régészek Germisarával azonosítanak.

## Híres emberek
- Itt született 1760. január 6-án Ioan Budai-Deleanu román költő.

## Képek

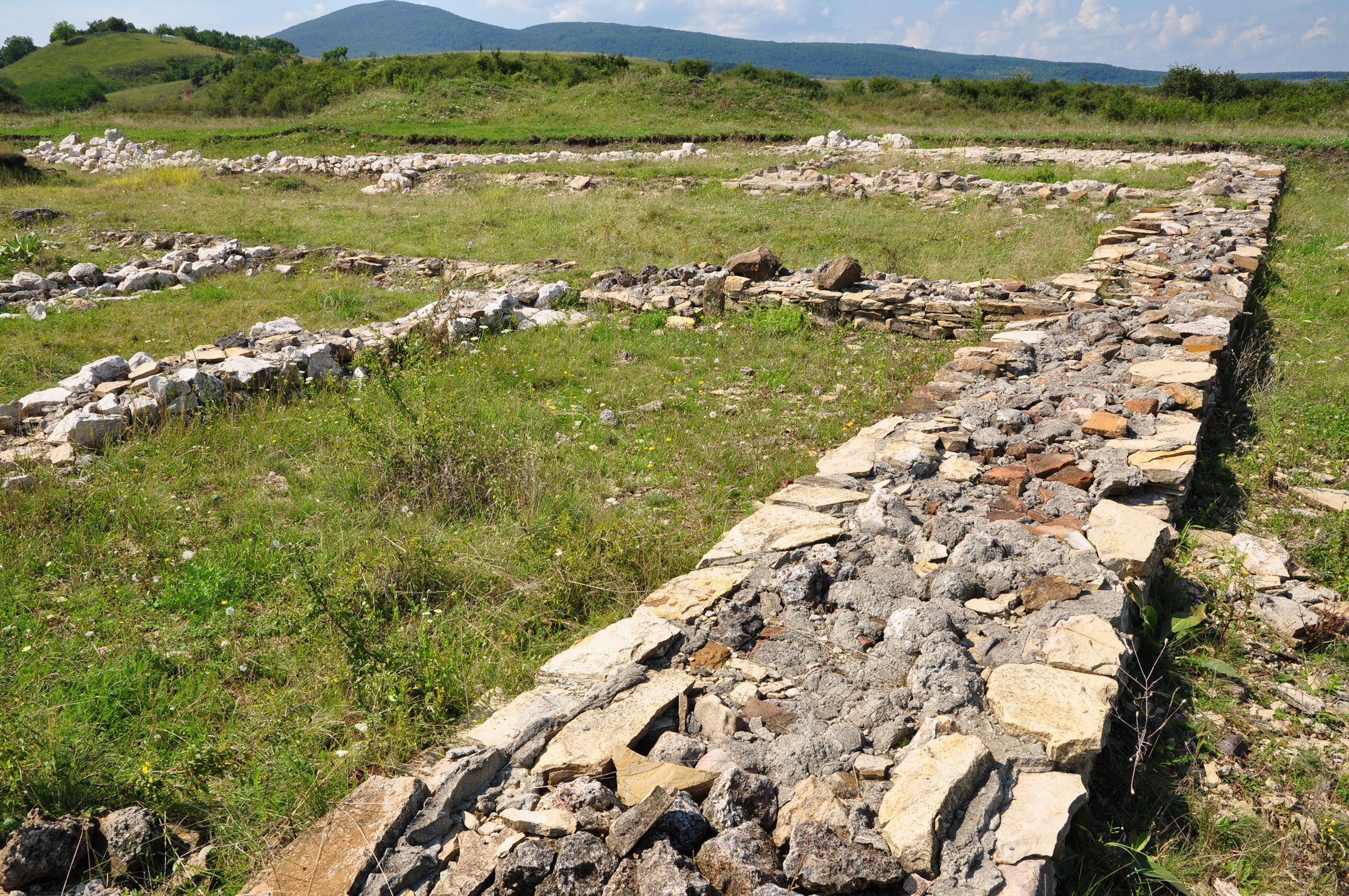
A római castrum maradványai
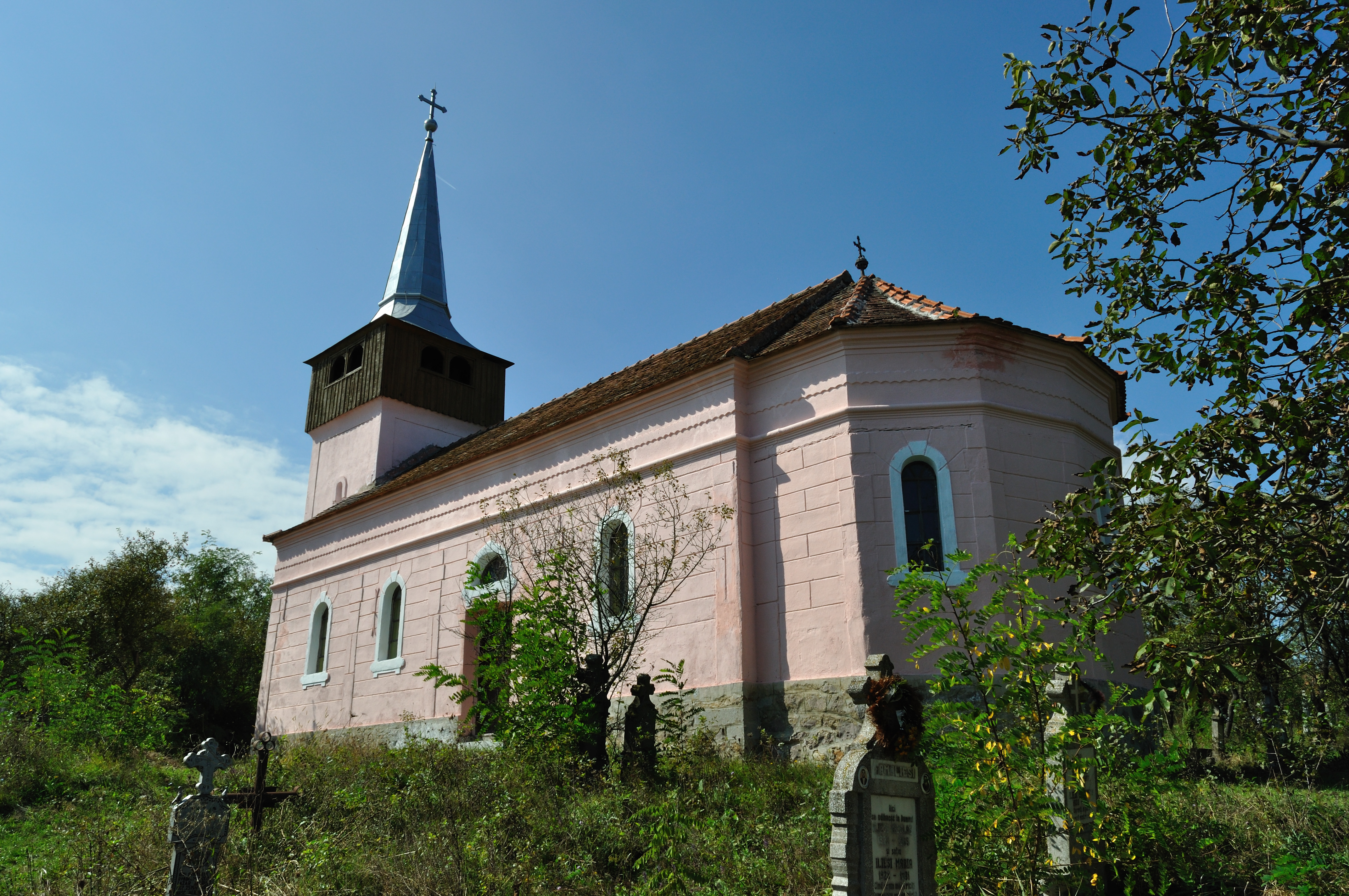